# Церква Сліз Господніх
Церква Сліз Господніх, Dominus flevit (лат. Dominus flevit — Господь плакав) — ім'я невеликої римо-католицької церкви на Оливковій горі у Єрусалимі. Церква належить ордену францисканців. Побудована за проєктом Антоніо Барлуцці у 1955 році на місці зруйнованої після падіння Єрусалима у 1187 році, церкви збудованої ще у V столітті. З лівої сторони перед головним входом видно рештки старої мозаїчної підлоги цієї старої церкви з візантійських часів. Купол нової церкви збудований у вигляді сльози і виглядає надзвичайно вишукано. З чотирьох сторін купола змонтовано вази також у формі сліз, чим архітектор вніс згадку про звичай на його батьківщині про зберігання останніх сліз вмираючої людини у спеціальних посудинах. Церква побудована на згадку про сльози Ісуса Христа за прийдешнє зруйнування Єрусалима.

## Історія
Спочатку францисканці були не в змозі отримати місце з руїнами старої церкви, тому в 1891 році вони купили невелику ділянку землі неподалік і збудували невелику каплицю. У 1913 році невеликий приватний будинок був побудований перед францисканською каплицею пані Меллон. Цей будинок пізніше був переданий Сестрам святого Йосипа. У 1940 році бенедиктинські сестри, перебуваючи у фінансовій скруті, продали частину майна францисканцям. Старі стіни межі були перенесені в цей час так, щоб зробити поділ земельної ділянки. Сестри були не задоволені якістю цієї стіни і у 1953 році францисканці почали нове будівництво. При побудові фундаменту для робочих стін виявлено стародавні гробниці. Розкопки почалися зразу ж на місці, на чолі з о. Белларміно Баґатті (Bellarmino Bagatti).
Під час розкопок було виявлено гробницю епохи пізньої бронзи з періоду ханаану, а також некрополь який використовували від 136 р. до н. е. до 300 р. н. е. Некрополь віднесено до двох окремих періодів, що характеризуються різними стилями поховань. Гробниці епохи раннього Другого Храму були стилю кохім (Kokhim). У той час поховання візантійської ери складаються з гробниць акрозоліум (arcosolium) з III і IV століть.

## Галерея

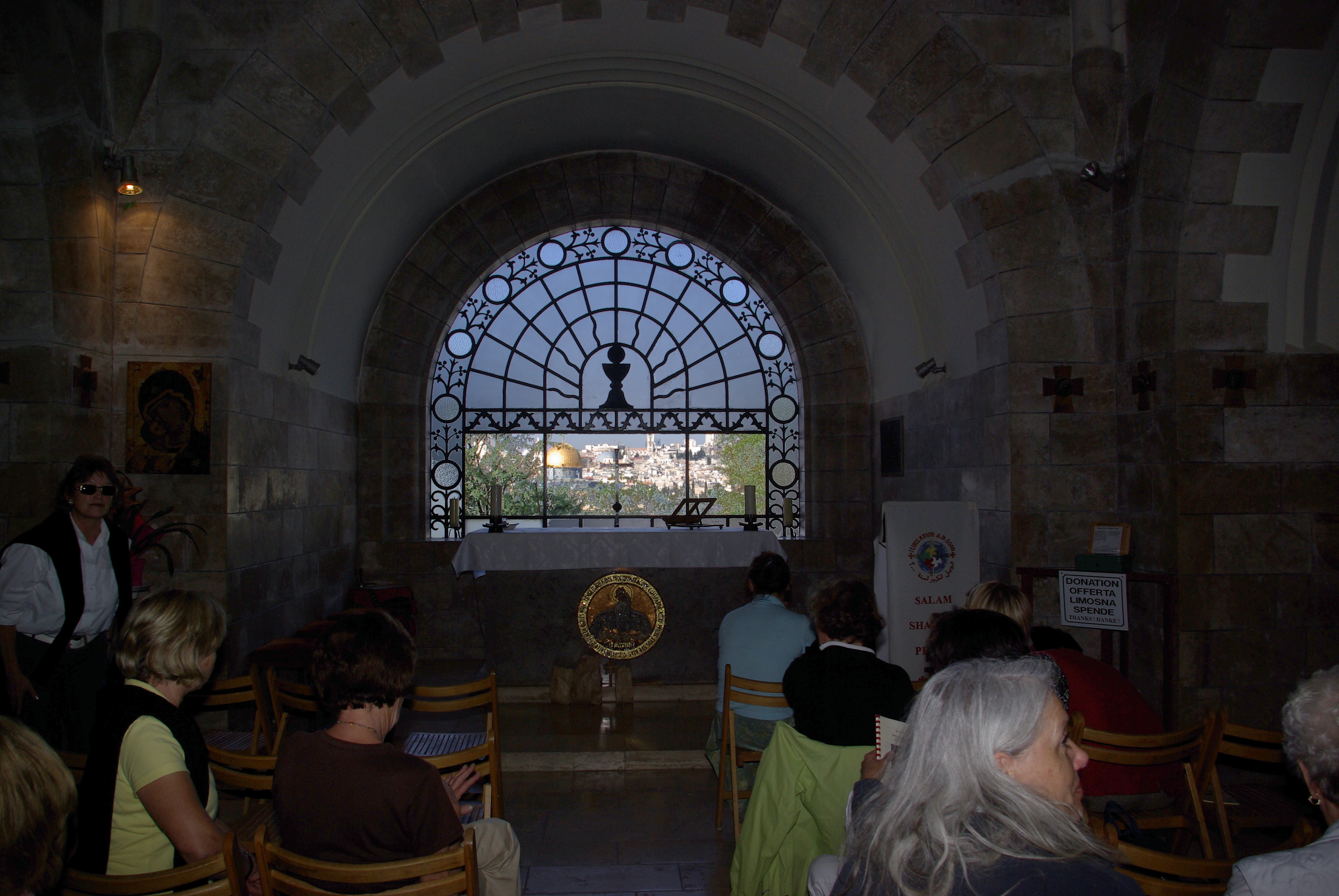
Інтер'єр та вікно із видом на гору Моріа
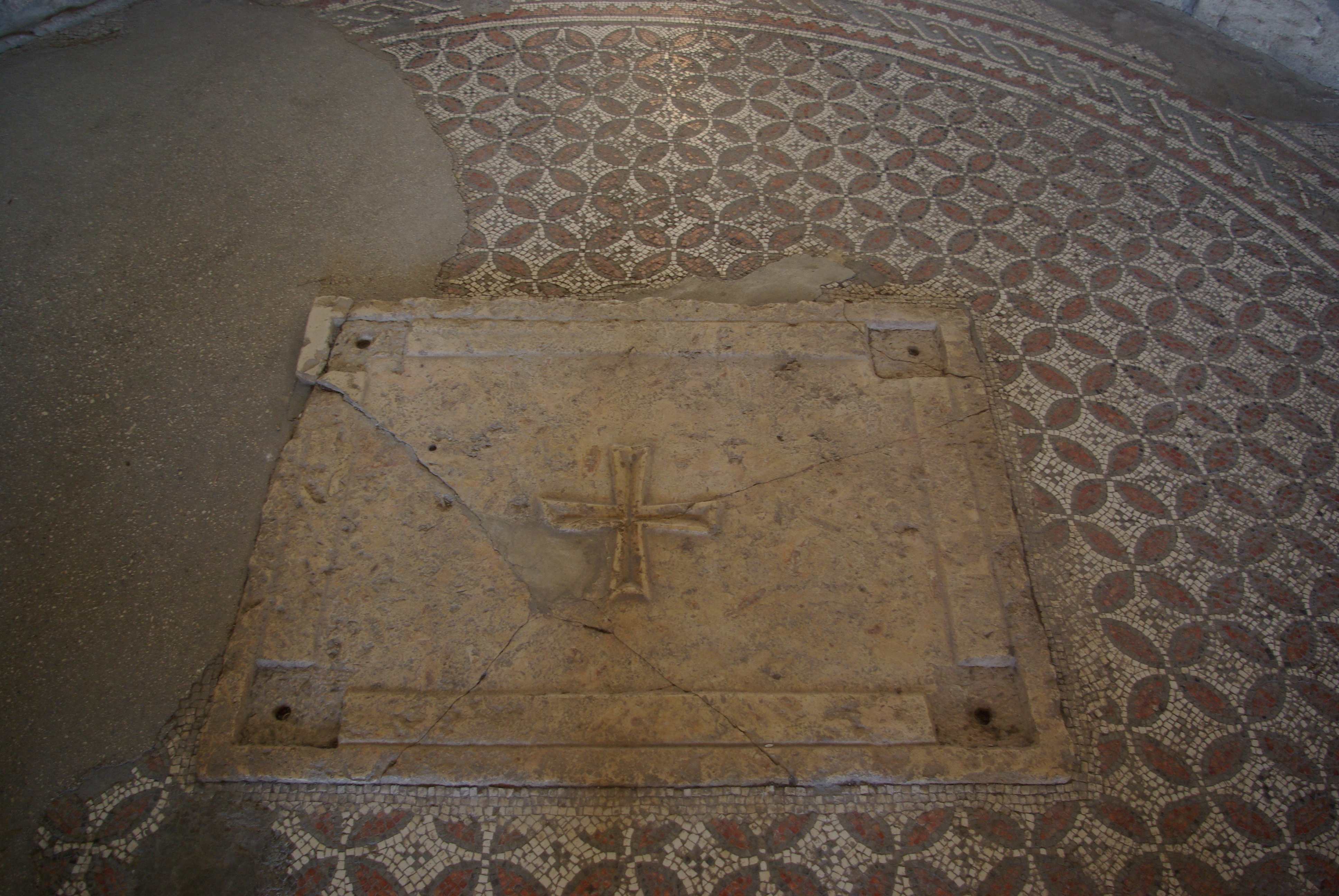
Мозаїка і хрест у коридорі
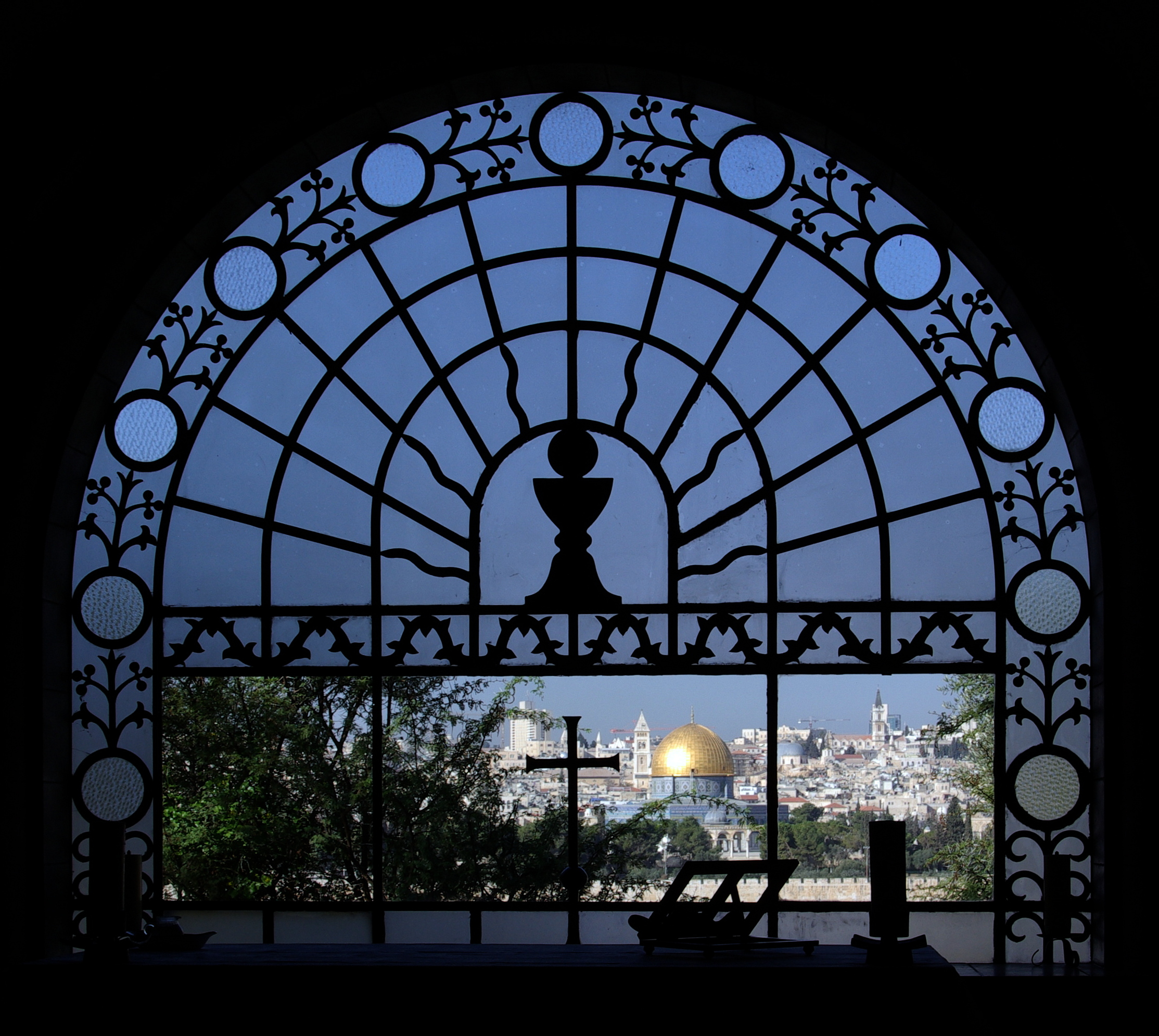
Вид з вікна церкви
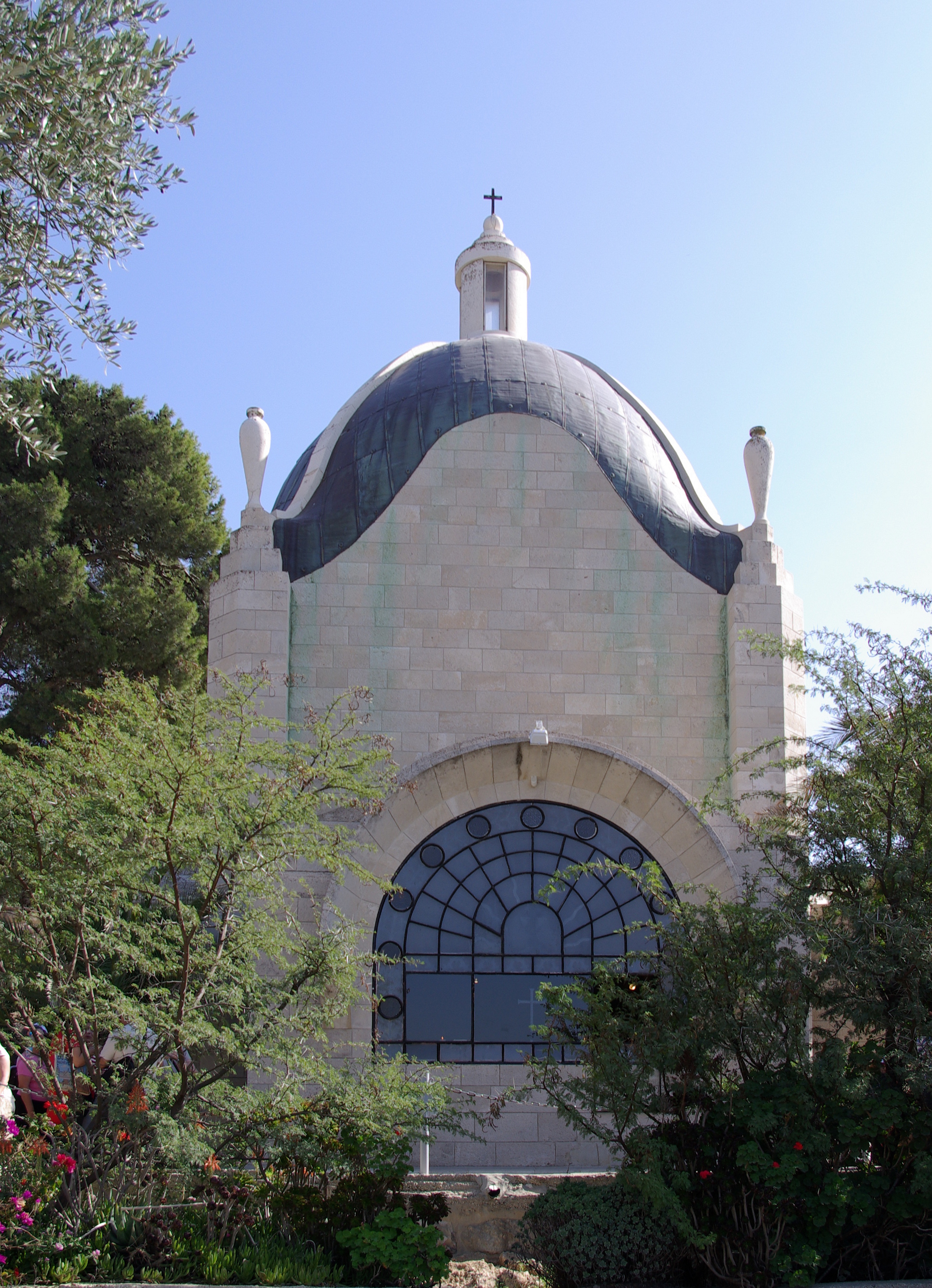
Вид на захід
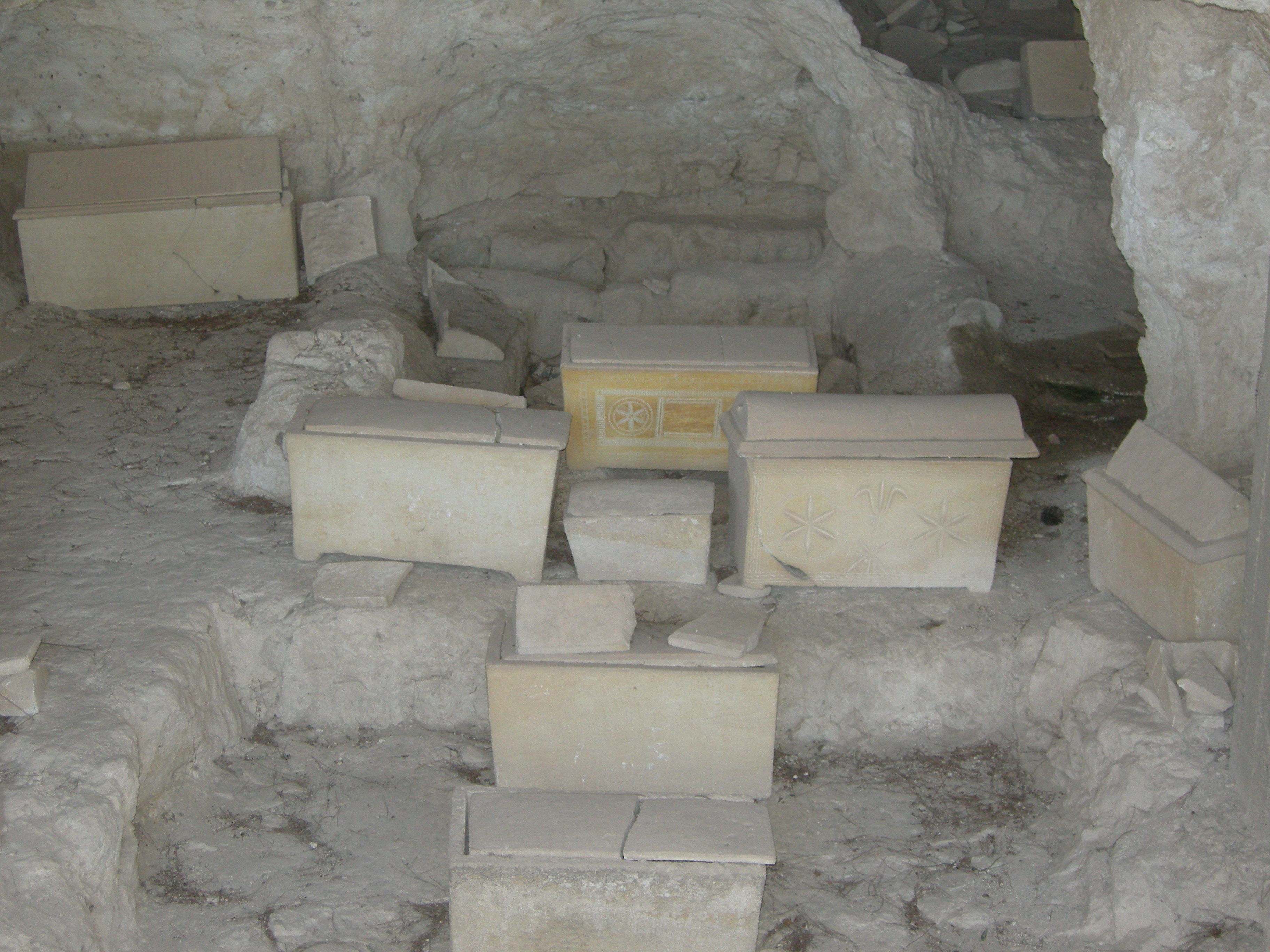
Оссуарій